# Gunungan (wajang)

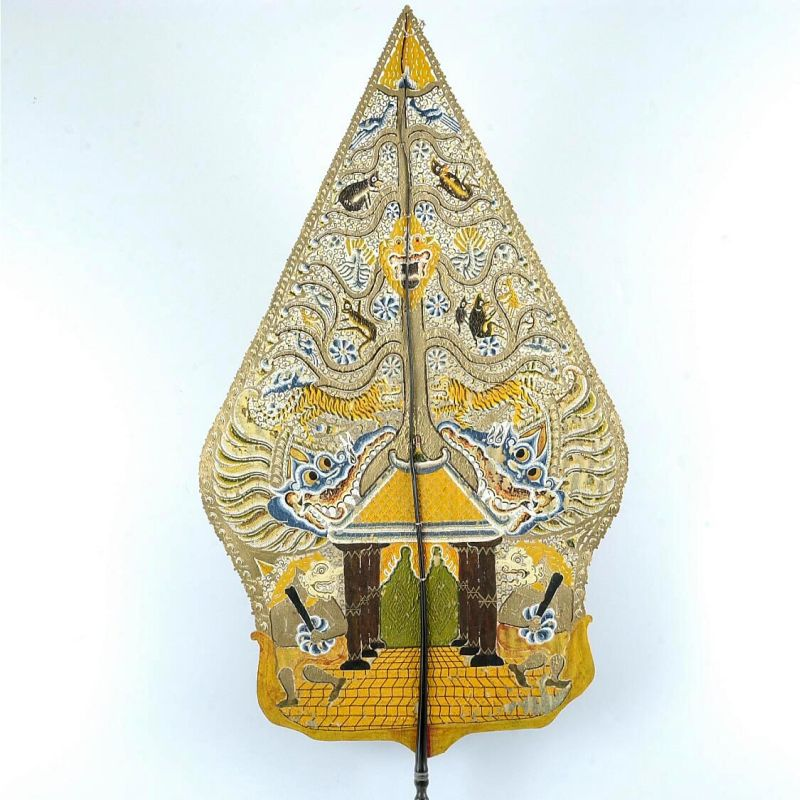

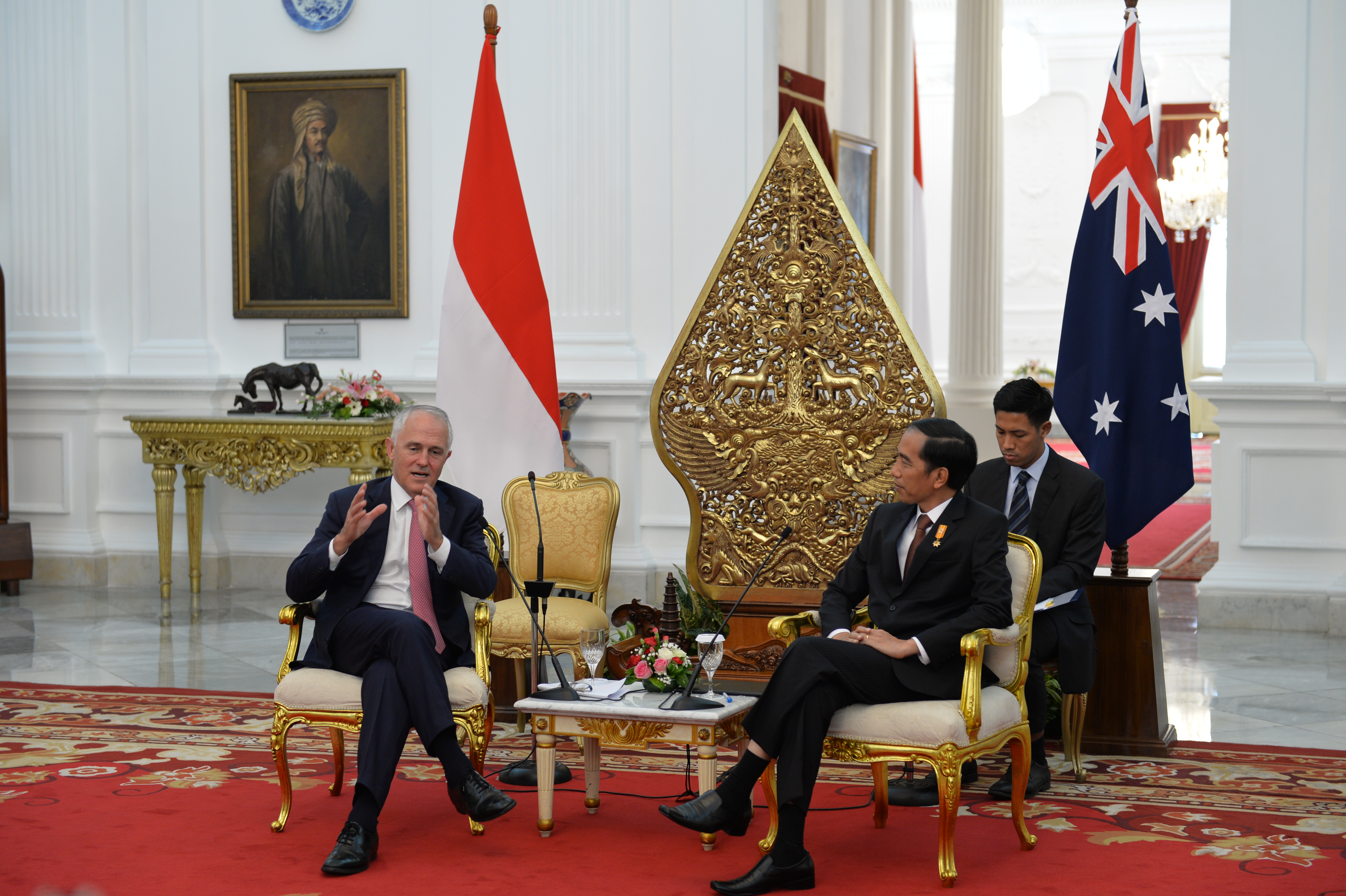
Premier Malcolm Turnbull (Australië) op bezoek bij president Joko Widodo (Indonesië), 2015, met op de achtergrond een gunungan-kunstwerk

Een gunungan, ook wel kayon, is het belangrijkste hulpmiddel in een Javaanse wajangvoorstelling (schimmenspel). Het is een platte kleurrijke waaier ter grootte van een hand. In een voorstelling worden er bewegingen mee gemaakt die het verhaal naar een andere gebeurtenis verplaatsen.
Een gunungan kan worden gemaakt van materialen variërend van buffelleer tot perkament. Er is een afbeelding op te zien van de Javaanse berg Semeru, een symbool van de zetel van de goden, en de levensboom, een symbool van de goddelijkheid van het leven. Het symboliseert kracht, ontwikkeling en vooruitgang.
De gunungan wordt ook gebruikt als symbool voor beeldhouwwerken, zoals het monument voor 100 jaar Javaanse immigratie in Paramaribo, Suriname.